# 德普·蘇爾坦
德普·蘇爾坦（英文：Tipu Sultan，1973年—），孟加拉記者，2002年獲得國際組織保護記者委員會（CPJ）頒發的國際新聞自由獎，他因新聞調查受到當地政治力的脅迫，幾乎賠上了性命。

## 2001年攻擊事件
2001年1月，德普·蘇爾坦在孟加拉費尼縣Omarpur的蘇丹娜紀念女中（Sultana Memorial Junior Girls School）調查一件縱火案，該校才剛竣工不久。1月17日，他提交了一份調查報告給孟加拉聯合通訊社（UNB），（此通訊社是該國最大的私人通訊社，成立於1988年）並稱此縱火案與該國人民聯盟的議員Joynal Hazari有關，Joynal Hazari在當地有「費尼的教父（the Godfather of Feni）」之稱。
1月25日，也就是德普·蘇爾坦提交報告的8天後，他遭到約15名蒙面歹徒綁架，並被施以棍棒毆打，他的腿和手幾乎全廢，歹徒並特別針對他寫作的右手進行攻擊；根據德普·蘇爾坦本人指出，歹徒直接告訴他：「這是Hazari的命令」，隨後就把他丟在公路旁揚長而去。
德普·蘇爾坦後來被人送到達卡市的Pangu醫院治療，但是Pangu醫院因害怕Hazari報復而不願治療他的右手，因此他出院時並未完全痊癒；後來一群孟加拉記者發起了國際募款的活動，為德普·蘇爾坦籌募醫療資金，最後將他送往泰國曼谷著名的Bumrungrad醫院，接受骨科醫生的治療，經過一年他的右手才恢復功能。
雖然德普·蘇爾坦欲對Hazari的攻擊行為提起刑事訴訟，但是當地警方拒絕調查，最後是在法院的要求下才接受德普·蘇爾坦的要求。但Hazari否認任何指控。2001年政權更迭後，當地警方才介入調查；2003年4月16日，Hazari和12名嫌犯被起訴，但包括Hazari在內的8名嫌犯潛逃，Hazari也因此失去他在2001年選上的議員席位並被褫奪公權，以及被通緝。2003年，Hazari被判處終身監禁，當局猜測他已逃往印度。
嫌犯成員中，Bidan Majumder Sumon是唯一直接被拘捕者，但他很快獲得保釋。德普·蘇爾坦與其家人後來還收到恐嚇信，威脅若繼續進行訴訟將殺死他們，導致國際特赦組織寫信呼籲國際對蘇爾坦一家人進行「緊急行動」。而該起攻擊事件的證人、同時也是蘇爾坦的同事Bakhtiar Islam Munna，也收到死亡威脅，要求他不得對該事件作證；Bakhtiar Islam Munna住家附近甚至還被扔擲炸彈，但他當時不在家而逃過一劫，炸彈只炸毀他家旁的馬路。
後來Bakhtiar Islam Munna的作證被撤銷，且因Hazari逃亡中，審判無法進行。
保護記者委員會（CPJ）認為，該起攻擊事件「象徵孟加拉對記者施予的暴力日益猖獗」，該事件也引起孟加拉和國際社會的譴責。2002年11月，德普·蘇爾坦被授予保護記者委員會頒發的國際新聞自由獎，以表彰他捍衛新聞自由的勇氣；之後他也入圍了法國無國界記者獎。
2003年，德普·蘇爾坦搬到達卡市，為曙光報（Prothom Alo）工作。